# باس سان ريمون
باس سان ريمون هي منطقة إدارية تقع على طول الشاطئ الجنوبي لنهر سانت لورانس السفلي في كيبك. يتسع النهر في هذا المكان ليصبح فيما بعد خليجًا يصب في المحيط الأطلسي ويطلق عليه غالبًا باس دو فلوف (النهر السفلي). تتكون المنطقة من ثماني بلديات إقليمية و 114 بلدية. في الجنوب تحدها ولاية مين الأمريكية، ونيو برونزويك الكندية ومناطق شوديير أبالاش وغاسبيزي إيل دي لا مادلين. كان عدد سكانها 197385 نسمة ومساحتها 22,237.07 كيلومتر مربع (8,585.78 ميل2) اعتبارًا من تعداد 2016.
يوجد في الإقليم دليل على احتلال بشري منذ العصر الجليدي من قبل الشعوب الأصلية المتعاقبة. احتلت الأمم الأولى التاريخية كل شيء حتى بدأ الاستعمار الأوروبي في أواخر القرن السابع عشر. قدمت فرنسا امتيازات للأراضي للمستوطنين في ظل نظام سيجنورال لفرنسا الجديدة لتشجيع الاستعمار. إلا أن تطور هذه المنطقة كان بطيئًا حتى بدأت في استغلال غاباتها المختلطة. تطورت الاستيطان تدريجياً في الداخل، ومنذ أواخر القرن العشرين تطورت صناعة الترفيه والتسلية.
تتميز جغرافيتها بنهر سانت لورانس إلى الشمال الغربي، وجبال نوتردام في جبال الأبلاش بالإضافة إلى وديان ماتابيديا وتيميسكواتا التي تشكل ممرات الاتصال الطبيعي مع غاسبيزيا، ولاية مين في الولايات المتحدة.